# Friedrich Wilhelm von der Schulenburg-Kehnert
Friedrich Wilhelm, comte von der Schulenburg-Kehnert (21 novembre 1742, Kehnert - 7 avril 1815, même lieu) est un général et ministre prussien.

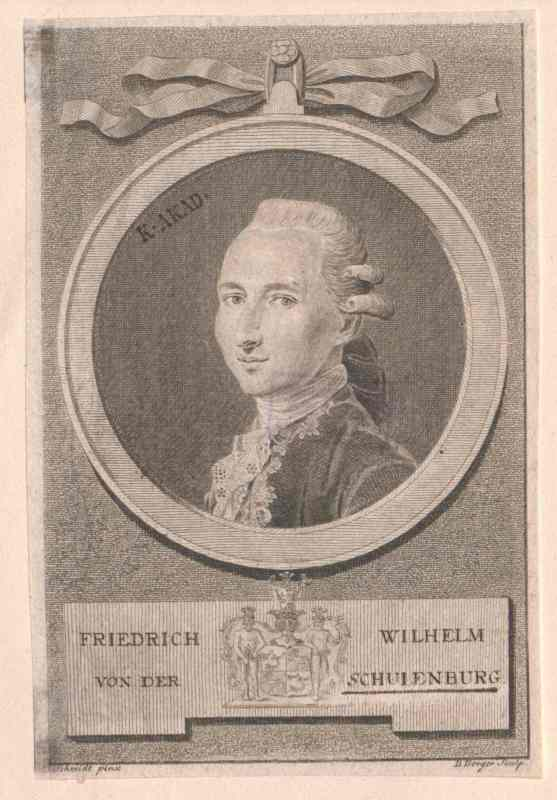
Friedrich Wilhelm von der Schulenburg-Kehnert

## Biographie

### Origine
Friedrich Wilhelm est le fils du même nom de l'officier prussien et seigneur de Kehnert, Farsleben et Uetz Friedrich Wilhelm baron von der Schulenburg (1710-1752) et son épouse Juliane Luise Sophie, née von Sydow (de) (1719-1774).

### Carrière
Schulenburg-Kehnert reçoit sa première éducation au lycée de la vieille ville de Brandebourg-sur-la-Havel, à partir de 1754 à l'école de l'abbaye de Berge près de Magdebourg et est transféré le 21 septembre 1757 à l'académie de chevalerie de Brandebourg-sur-la-Havel. Il rejoint ensuite le 7e régiment de cuirassiers "von Manstein (de)" comme cornette le 16 mars 1760 et participe à la guerre de Sept Ans en tant qu'adjudant du commandant du régiment de 1761 à 1763. En 1766, il est renvoyé de l'armée "parce qu'il était boiteux du bras".
En 1770, Schulenburg-Kehnert est nommé successeur de Christoph Albrecht von Auer à la présidence de la chambre de guerre et de domaine (de) de Magdebourg. En 1771, il est appelé à Berlin et nommé ministre du 3e département. Dans le même temps, il prend la présidence de la direction de la banque principale. Sous Frédéric II, Schulenburg-Kehnert est également responsable des forêts, du département des mines et fonderies, de la monnaie, de la loterie, de l'administration générale du tabac et de la société de commerce maritime (de). Pendant ce temps, dans le cadre du lever topographique de Schulenburg, le territoire de l'État de Prusse à l'est de la Weser est cartographié par le cartographe Schmettau (cartes de Schmettausch (de)).
En 1778, il devient ministre de la Guerre et élabore le plan de mobilisation de l'armée au nom du roi. En 1791, il est nommé ministre des Affaires étrangères par Frédéric-Guillaume II. Pour ses services, Schulenburg-Kehnert est fait chevalier de l'Ordre de l'Aigle noir le 25 mars 1784 ainsi qu'élevé au rang héréditaire le 2 octobre 1786. Après la campagne, il se retire dans ses domaines en 1795. Le bureau nouvellement créé du contrôleur général des finances offre à Schulenburg-Kehnert la possibilité de devenir Premier ministre, mais il refuse. Après avoir été promu général de cavalerie le 20 mai 1798, Schulenburg-Kehnert occupe le poste de ministre des Postes à partir du 30 mars 1800. En 1805, il prend en charge l'administration de l'électorat de Brunswick-Lunebourg et devient gouverneur par intérim de Berlin. À ce titre, il publie après la bataille d'Iéna le 17 octobre 1806, l'annonce célèbre suivante:
«Le roi a perdu une bataille. Maintenant, le repos est le premier devoir civique. J'exhorte tous les habitants de Berlin à le faire. Le roi et ses frères vivent! " 
Avec l'arrivée des Français en 1806, il s'installe à Königsberg, où il est chargé des affaires militaires et civiles.

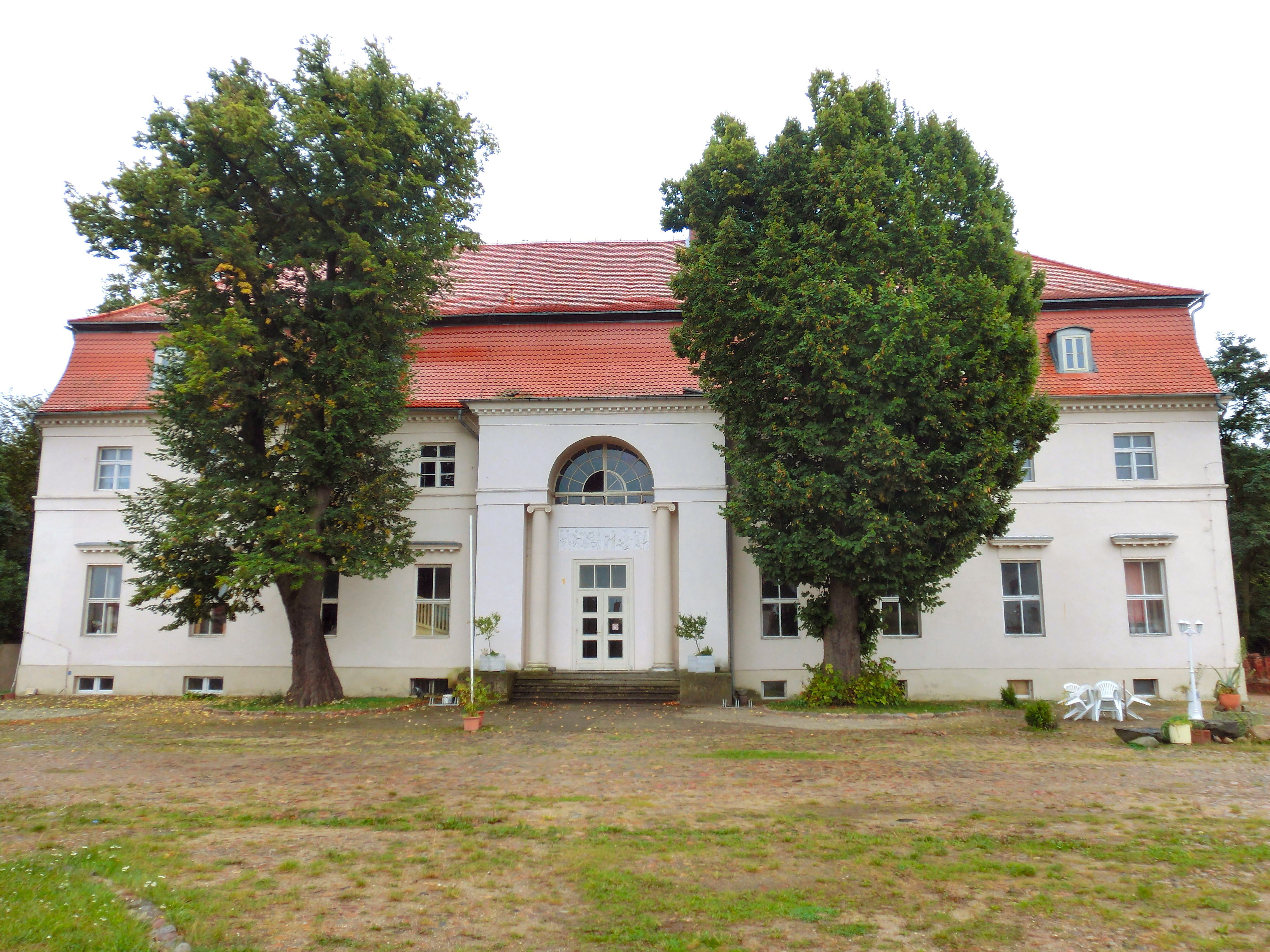
Château de Kehnert

Comme ses possessions se trouvent dans le royaume de Westphalie, Schulenburg-Kehnert démissionne du service prussien et entre au service de Westphalie en 1806. Il devient conseiller d'État et président de la section de guerre à Cassel. Il fait construire le château de Kehnert en 1803 selon les plans de Carl Gotthard Langhans.

### Famille
Il se marie trois fois. Il épouse le 22 août 1766 sa première femme Ludowike Dorothea von Borstell (née le 18 mars 1746 et morte le 14 mai 1767). Le couple a la fille suivante:
- Luise Friederike Wilhelmine Johanne (née le 10 mai 1767 et morte le 28 mars 1847) mariée avec Friedrich August Leopold Karl von Schwerin (de) (né le 11 décembre 1750 et mort le 16 septembre 1836), lieutenant général

Il épouse le 4 juin 1768 sa deuxième femme Charlotte Ottilie Philippine von Klitzing (née le 23 juillet 1752 et morte le 3 janvier 1772). Le couple n'a pas d'enfants.
Il se marie en dernier lieu le 12 septembre 1773 avec Hélène Sophie Wilhelmine von Arnstedt (née le 16 septembre 1755 et morte le 10 janvier 1802). Le couple a les enfants suivants:
- Werner Friedrich Achaz (né le 7 avril 1778 et mort le 5 août 1804) mariée le 8 mars 1804 avec Émilie von Angern (née le 26 août 1787 et mort le 17 décembre 1804)
- Wilhelmine Hélène Friederike (née le 24 janvier 1775 et morte le 18 avril 1794)
- Friederike Karoline Sophie (née le 6 mai 1779 et morte le 21 décembre 1832) mariée le 1er décembre 1799 avec le prince Franz Ludwig von Hatzfeldt (né le 23 novembre 1756 et mort le 3 février 1827)